# Affaire Isabelle Thomas
L'affaire Isabelle Thomas est une affaire judiciaire française à la suite de laquelle l'État français a été condamné en 2020 en première instance pour faute lourde, à la suite d'un triple assassinat, incluant un féminicide qualifié de « mort annoncée ». L'auteur d'une tentative d'étranglement contre Isabelle Thomas, Patrick Lemoine, n'ayant pas respecté son contrôle judiciaire, celle-ci avait alerté le Parquet et les services de police en juin et juillet 2014, lesquels s'étaient contenté de lancer une convocation. Le 4 août, Patrick Lemoine assassinait Isabelle Thomas et ses parents après une course-poursuite dans les rues de Grande-Synthe.

## Première plainte pour tentative d'étranglement
En juin 2014, Isabelle Thomas, une enseignante âgée de 49 ans, porte plainte pour tentative d'homicide après que son ex-compagnon, Patrick Lemoine, a tenté de l'étrangler après l'avoir battue. Elle décrit les violences psychologiques et l’emprise subie au préalable. Très vite, la plainte est requalifiée en simples violences conjugales. Celui-ci ayant reconnu les faits tout en les trouvant justifiés (« Sur les faits, c’est vrai, j’ai agi, mais ce n’est pas pour rien. »), il est placé sous contrôle judiciaire le lendemain, ayant interdiction d'entrer en contact avec sa victime, dans l'attente de son procès, dont la date est fixée à août.

## Seconde plainte et alerte du Parquet
En juillet 2014, Isabelle Thomas, qui a reçu de nombreux sms de son ancien compagnon, qui a été abordée et menacée par lui, alerte les services de police. Elle se rend à quatre reprises dans des commissariats, porte plainte pour non-respect du contrôle judiciaire à Valenciennes le 10 juillet, puis dépose une main-courante à Lille le 23 juillet, après avoir été poursuivie en voiture et avoir reçu de nouvelles menaces. Son avocate contacte le Parquet pour les informer.

## Triple assassinat
Le 4 août 2014, Isabelle Thomas appelle la police en urgence pour leur signaler qu'elle et ses parents ont été poursuivis par Patrick Lemoine, qui a bloqué leur voiture sur un parking et qu'il a tiré sur sa mère. L'appel dure plus de cinq minutes, au bout desquelles Patrick Lemoine abat les trois occupants de la voiture, Isabelle Thomas et ses parents, Marguerite et Roland Thomas, respectivement âgés de 68 et 72 ans.

## Extinction des poursuites
Après le triple assassinat, Patrick Lemoine se réfugie en Belgique et tente de se suicider. Arrêté par la police belge, il est incarcéré dans la prison de Saint-Gilles. Extradé quelques jours plus tard,, il met fin à ses jours dans la prison de Lille en octobre 2014, ce qui éteint les poursuites judiciaires. Une année plus tard, la justice informe la famille que l'assassinat des parents est requalifié en meurtre simple. La sœur et fille des victimes lance une pétition en 2016 pour tenter d'alerter contre les carences de l'État, puis décide de porter plainte. Avec son avocate, Cathy Thomas fait requalifier les trois meurtres en triple assassinat.

## Procès contre l'État français
Le 11 juillet 2019, l'avocate de Cathy Thomas, Maître Steyer, annonce lors d'une conférence de presse le dépôt effectif de plainte, en retraçant la « chronique d'une mort annoncée ». Lors du procès en février 2020, trois griefs pour faute lourde sont plaidés :  la mise en place du contrôle judiciaire, jugée inadapté ; l’inaction face aux violations répétées du contrôle judiciaire, et les « carences » des services de police, appelés le jour de l’assassinat. L'avocate fait valoir que « sa dangerosité n’a pas été prise en compte», puisqu'il n'y a eu ni mesure d’éloignement, ni de renforcement ou de révocation de son contrôle judiciaire, malgré une série « de clignotants de morts ». Pour le représentant de l'État « le service public de la justice n’a pas dysfonctionné » et déboute Cathy Thomas. Dans son jugement, le tribunal de Paris retient uniquement la seconde qualification. Il condamne l'État français à 100 000 euros de dommages et intérêts, motivant ainsi son jugement de faute lourde : « Bien qu’il ne soit pas démontré qu’une enquête plus rapide aurait pu modifier le cours des événements, […] les services de police n’ont effectivement pas tout mis en œuvre pour retrouver l’auteur des faits, et cette négligence fautive a conduit à la perte d’une chance de faire révoquer le contrôle judiciaire. […] Cette faute des services de police a ainsi mis Patrick Lemoine en position de commettre les trois assassinats. ».